# یوپ بوتمی
یوپ بوتمی (هلندی: Joop Boutmy; ۲۹ آوریل ۱۸۹۴ – ۲۶ ژوئیهٔ ۱۹۷۲) بازیکن فوتبال اهل هلند بود.
وی همچنین در تیم ملی فوتبال هلند بازی کرده‌است.